# Basileus
Basileus (řecky βασιλεύς) nebo basiliás (Βασίλιας) je řecký titul, jehož význam se v různých historických epochách proměňoval. Nejčastěji se překládá jako „král“.
V mykénské civilizaci a v archaické řecké společnosti náležel tento titul osobám disponujícím svrchovanou mocí působící jako kmenový vůdce nebo král králů (např. Agamemnón). V době mykénské civilizace se používala forma Basílias, které bylo synonym ke staršímu označení krále jako Anax. V klasické době se ho užívalo jako řeckého ekvivalentu pro označení perského velkokrále. Ve významu král se tento pojem definitivně prosadil v období helénismu, kdy ho přijali Alexandr Veliký a panovníci z jednotlivých nástupnických dynastií. Za římské nadvlády se výraz basileus stal neformálním označením římského císaře mezi jeho řecky mluvícími poddanými. V roce 629 císař Herakleios poprvé uplatnil tento pojem v oficiálním kontextu jako titul byzantského monarchy. V dobách moderního Řecka byl slovu basileus navrácen jeho dřívější význam král.